# Choking Victim
Choking Victim je americká punk rocková hudební skupina z New Yorku, která byla založena v roce 1992. Jejich hudební styl obsahuje prvky hardcore punku a ska (také označováno jako ska-core). Po rozpadu kapely, ke kterému došlo ve stejný den jako k nahrávání jejího jediného studiového alba No Gods, No Managers, členové založili skupiny Leftöver Crack a INDK.

## Historie
Kapela se proslavila v klubu C-Squat v Manhattanu svou inovativní hudbou a politicky zaměřenými texty. Stali se také nechvalně známými pro uznávání satanismu, jejich opovrženíhodný životní styl, užívání cracku a marihuany, krádežemi v obchodech a squattingu. Kapela se pyšní svým ateismem a často se odvolává na Satana. V albu No Gods, No Managers používají úryvky z přednášek politologa Michaela Parentiho.

### Rozpad
Skupina se rozpadla v den nahrávání desky No Gods, No Managers, ale nahrávky z tohoto jediného dne stačily na celé album. Po jejich rozpadu založil Stza skupinu Leftöver Crack a Skwert s Ezrou založili INDK. Ezra se ke kapele Leftöver Crack připojil v roce 2001. Skwert se stal frontmanem ska punkové kapely Public Serpents z NJ. Sascha tráví již několik let ekologickým farmařením na severu státu New York a je zakladatelem Icarus Project.

### Znovusjednocení
11. listopadu 2000 se skupina znovu sjednotila a odehrála koncert v Tompkins Square Parku v téměř stejné sestavě, Shaynea nahradil bývalý baskytarista Alec. Později, koncem roku 2005, se Choking Victim sjednotili podruhé a odehráli čtyři koncerty. Dne 11. června 2006 odehráli koncert v Tompkins Square Parku v Lower East Side, na kterém vystoupili různí političtí řečníci, včetně členů Mislead Youth Project. Na konci července 2006 podnikli turné po Dominikánské republice, než Leftöver Crack vyrazili na své evropské turné.
V létě 2012 si zpěvák Stza přizval na pomoc irskou ska punkovou kapelu Chewing on Tinfoil, se kterou založil „The Choking Victim Show“. Tato kapela, hrající písně Choking Victim, absolvovala turné po Velké Británii, Irsku a Francii.
V letech 2014 až 2017 Choking Victim pokračovala ve sporadických koncertech po celém světě. Před rokem 2017 se jednalo o jednorázové akce, ale v roce 2017 podnikli první turné po více než deseti letech.

### Založené kapely
Díky několika rozpadům skupiny členové začali zakládat vlastní kapely. Mimo například Leftöver Crack a INDK vznikly ze skupiny Choking Victim také Public Serpents, Morning Glory a Crack Rock Steady 7. Choking Victim se přejmenovali na dobu několika koncertů jako The Choking Victim Show se Stzou, Saschou, Alecem a Ezrou.

## Členové
- Scott "Stza" Sturgeon – zpěv, kytara (1992–1999, 2000, 2005–2006, 2016–)
- Sascha "Scatter" DuBrul – baskytara (1992–1994, 2005–2006)
- John Dolan – bicí (1992–1993, 2005–2006)
- Skwert – bicí (1993–1999, 2000, 2016–)
- Alec Baillie – baskytara (1995–1996, 1996, 2000, 2016–2020; died 2020)
- Shayne Webb – baskytara (1996, 1996–1999)
- Ezra Kire – kytara (1998–1999, 2000)

### Časová osa
Na časové ose nejsou znázorněni členové kapely v letech 2014–2017. O nich pojednává pouze poslední odstavec znovusjednocení.

## Diskografie

### EP
- Crack Rock Steady EP (1994) 2x1000 výtisků
- Squatta's Paradise (1996) 2x1000 výtisků
- Victim Comes Alive (1998) 1000 výtisků[14]

### Alba
- No Gods, No Managers (1999)[14]

### Demo
- Crack Rock Steady Demo (2000)[15]

### Kompilační alba
- Crack Rock Steady EP/Squatta's Paradise Split CD (2000)
- Songs In The Key Of Lice – A Tribute To Choking Victim (2002) (Různí umělci)
- A Tribute To Choking Victim (2008) (Různí umělci)
- Load Yer Pipes: A Folk-Punk Tribute To Choking Victim (2015) (Různí umělci)

### Živá alba
- Christmas With The Victim (2005)
- Live 9/11 2005 (2005)

### Vystoupení v kompilacích
- Wicked City Soundtrack – 1998, Velvel Records („Fuck America“)
- Give 'Em The Boot – 1997, Hellcat Records („Infested“)
- Give 'Em The Boot II – 1999, Hellcat Records („Crack Rock Steady“)
- Ska Sucks – 1998, Liberation Records („Suicide (a better way)“)
- Smash Ignorance Up – 1998, Possible Problem Records („Money“)
- Skanarchy III – 1997, Elevator Records („Born to Die“)
- Picklemania NYC – 1995, Riot Records („500 Channels“)
- Finding a Voice: A Benefit For Humans – 1999 Repetitively Futile Records („Sweet Dreams“)